# Литл Јорк (Индијана)
Литл Јорк (енгл. Little York) град је у америчкој савезној држави Индијана.

## Демографија
По попису из 2010. године број становника је 192, што је 7 (3,8%) становника више него 2000. године.
| Група             | 2000.        | 2010.       |
| Белци             | 185 (100,0%) | 185 (96,4%) |
| Афроамериканци    | 0 (0,0%)     | 0 (0,0%)    |
| Азијати           | 0 (0,0%)     | 0 (0,0%)    |
| Хиспаноамериканци | 0 (0,0%)     | 3 (1,6%)    |
| Укупно            | 185          | 192         |